# Collège Notre-Dame d'Anvers
Le Collège Notre-Dame (en néerlandais : Onze-Lieve-Vrouwecollege) est une institution jésuite d’enseignement secondaire catholique sis sur le Frankrijklei à Anvers (Belgique). Fondé en 1840, c’est un des sept collèges jésuites de la Région flamande de Belgique. Il se compose d'une école primaire (maternelle et primaire) et d'une école secondaire avec un programme d'enseignement secondaire général.

## Histoire

### Premier collège
L'histoire du Collège Notre-Dame est étroitement liée à la présence des jésuites à Anvers. Le fondateur de l'ordre, Ignace de Loyola – alors étudiant à Paris – visita la ville d’Anvers à trois reprises (entre 1529 et 1531), pour y solliciter de marchands espagnols y résidant le soutien financier nécessaire à ses études.   
Ce n’est que six ans après sa mort cependant que les premiers jésuites s’établissent à Anvers (en 1562), à la demande de la communauté espagnole. En 1574, ils achètent la Huys van Aecken , un bâtiment de style gothique tardif qui abrite aujourd'hui le campus anversois de la KU Leuven, pour y établir un petit collège. Le collège ouvre ses portes en mars 1575 et compte trois classes d’humanités. Le nombre d'élèves augmente rapidement pour atteindre le chiffre de 300.
Mais en 1576, le sac d'Anvers par des soldats espagnols mutins créa un fort sentiment anti-espagnol dans les Pays-Bas méridionaux. Étant donné le lien fort entre les jésuites et les espagnols d’Anvers, ordre leur est donné de quitter la ville.
Après le siège d'Alexandre Farnèse et la chute d'Anvers en 1585, Anvers revient sous influence espagnole et le collège rouvre ses portes.

### Expansion au début duXVIIesiècle
Au tournant du siècle, le collège – en croissance continue — manque d’espace. En 1607, il déménage au Hof van Liere dans la Prinsstraat, mis à disposition par le collège communal d'Anvers. Au cours des années précédentes, les étudiants internes étaient déjà logés dans d'autres bâtiments de la ville, mais ce nouvel emplacement permet au collège de se développer sur un site propre.
La Huys van Aecken est ensuite aménagée pour être adaptée aux activités religieuses de l’Ordre jésuite. Les années suivantes, les jésuites achètent d’autres propriétés et terrains autour de ce bâtiment. Les 30 prêtres et frères, conduits par leur supérieur Jacques Tirin, créent ainsi un espace (aujourd’hui Hendrik Conscienceplein, que l’on appelait auparavant « place des Jésuites ») et construisent autour de cette place quelques beaux bâtiments comme leur maison professe, le foyer des sodalités mariales et surtout l'église Saint-Charles-Borromée (auparavant église Saint-Ignace), témoin de cette période de splendeur baroque.
En 1655, l’internat déménage vers l'hôtel Van Straelen, un bâtiment du XVIe siècle dont la façade extérieure et la tour sont encore visibles à la Korte Sint-Annastraat.

### Départ et retour des jésuites
Le pape Clément XIV dissout la Compagnie de Jésus en 1773, à la suite de quoi leurs activités éducatives sont interrompues. Bien que l'ordre des Jésuites ait été rétabli en 1814, il faut attendre 1840  pour qu'un nouveau collège soit ouvert à Anvers. L'emplacement est alors l'hôtel de Fraula dans la Keizerstraat. Le restaurant étudiant de l'université d'Anvers occupe aujourd’hui les bâtiments. Cette propriété est achetée par la Société civile du Collège Notre-Dame. À cette époque la langue d'enseignement au collège est le français. En 1846, le collège compte déjà 181 étudiants, issus principalement de la bourgeoisie catholique anversoise et de la noblesse locale.

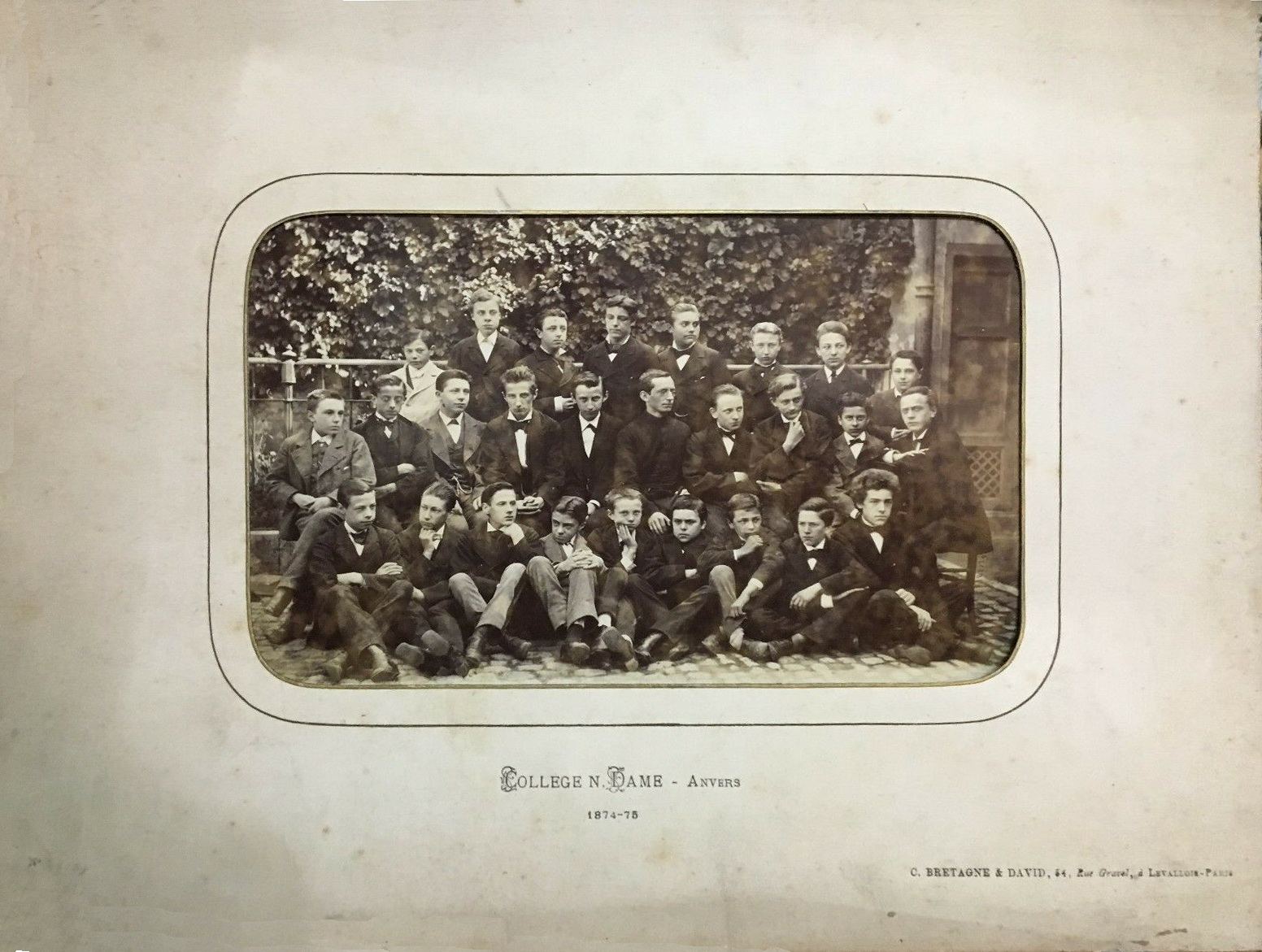
La classe de 1874/75, photographiée par Claude Bretagne et Jules David.

En 1871, les pères jésuites achètent un terrain sur le tracé des douves des anciens remparts de la ville, l'actuelle Leien (anciennement « boulevard »). Le chantier d’un nouveau collège conçu par l'architecte anversois Héliodore Leclef est bientôt ouvert. Les travaux s’achèvent en 1875 et le 30 septembre de la même année, l'année scolaire peut commencer dans ce nouveau bâtiment. On y compte 288 élèves. 
La construction de l’église néogothique, conçue par Jules Bilmeyer et Joseph Van Riel, commence en 1877, et sera terminée en 1882. Ses deux tours-clochers qui dominent encore aujourd'hui le Leien ont été construites plus tard, en 1909, ajoutant à la majesté d’une église en croix latine. L’église est aujourd’hui fermée au culte. L'Église Notre–Dame des grâces (« OLV van Gratiekerk ») est un monument classé par arrêté ministériel du 6 octobre 1999. Elle est décrite comme étant une église de style néogothique monumental avec un intérieur richement décoré en polychromie. Elle fait partie des premiers bâtiments d'église néogothiques érigés à Anvers, donnant une physionomie particulière au nouveau Leien et dans tout le paysage urbain,.

## Aujourd'hui

### Emplacement actuel
Les Leien ont changé de nom après la Première Guerre mondiale, de sorte que le Collège Notre-Dame se trouve aujourd'hui le Frankrijklei. L'arrière donne sur le Rubenslei et le Parc communal, et les côtés sur le Maria-Louisalei. À côté du collège et de l'église se trouve le théâtre Elckerlyc, autrefois salle de cinéma et de banquet, mais maintenant utilisé comme théâtre par la Komedie Compagnie. En 2014, le collège a acheté une grande partie des anciens immeubles de bureaux de l'assurance Baloise sur le Frankrijklei 75-79 et a ouvert un jardin d'enfants en septembre. L'école primaire devient alors une école à part entière. Le collège dispose également du terrain de sport de Mariënborgh, qui est situé en dehors de la ville sur la Doornstraat à Edegem - Wilrijk. Les cours de gym y ont lieu ainsi qu'un nombre limité de cours réguliers. De plus, un nouveau bâtiment a été construit pour l'enseignement des Dames de l'instruction chrétienne, qui partage le campus avec les étudiants de l'OLVC depuis 2018.

### Communauté scolaire
L'école secondaire appartient à la Communauté scolaire d'Anvers-Est. L'école primaire, avec le Collège Xaverius à Borgerhout et l'école Vita en Pax à Anvers, forment la communauté scolaire VOX .

### Commission scolaire
Depuis 2017, les commissions scolaires de l'Institut d'éducation chrétienne, du Collège Xaverius et du Collège Notre-Dame ont fusionné avec les écoles VZW Ignatiaanse d'Anvers. Chaque école conserve son indépendance et caractère propre, mais un certain nombre de questions sont regroupées au niveau administratif. Le 1er septembre 2018, l'Instituut Dames van het Christelijk Onderwijs a également emménagé dans un nouveau bâtiment sur la Louise-Marialei, sur le campus du Collège Notre-Dame.

## Personnalités
Parmi ses anciens élèves le collège compte :
- Theophiel Verbist (1823-1868), missionnaire en Chine, fondateur des 'Pères Scheutistes'
- Jan-Lodewijk Baeckelmans (1835-1871), architecte anversois
- Hippolyte Delehaye (1859-1941), prêtre jésuite, hagiographe et président des Bollandistes
- Henri De Smeth (1865-1940), peintre belge
- Gaston van de Werve de Schilde (1867-1923), gouverneur de la province d'Anvers
- Joseph Laenen (1871-1940), archiviste du palais archiépiscopal
- Monseigneur Stanislas Le Grelle (1874-1957), camérier secret de SS le pape Pie XII, bibliothécaire adjoint du Vatican
- Comte Albert Le Grelle (1888-1914), mort pour la Belgique à Kaaskerke
- Frans Wildiers (1905-1986), gouverneur de guerre de la province d'Anvers
- Robert Vandeputte (1908-1997), ministre et gouverneur de la Banque nationale de Belgique
- Christian de Duve (1917-2013), lauréat du prix Nobel de physiologie et médecine en 1974
- Manu Ruys (1924-2017), ancien rédacteur en chef de De Standaard
- Jacques Claes (° 1929), professeur émérite à l'université d'Anvers
- Daniel Cardon de Lichtbuer (1930-2022), ancien haut fonctionnaire et banquier
- Jef Geeraerts (1930-2015), auteur
- Vic Anciaux (1931-2023), homme politique
- Jean-Pierre De Bandt (° 1934), avocat et président du groupe Coudenberg
- Eddy Boutmans (° 1948), secrétaire d'État à la Coopération au développement de 1999 à 2003
- Bernard Le Grelle (° 1948), écrivain, journaliste d’investigation, conseiller politique
- Luc Bertrand (° 1951), ancien PDG d'Ackermans & van Haaren
- Jan Leyers (° 1958), musicien et réalisateur de programmes télé.
- Damiaan De Schrijver (° 1958), acteur flamand
- Gabriel Fehervari (° 1960), fondateur et ancien PDG d'Alfacam, d'Eurocam Media Center et d'Euro1080
- Jan Tytgat (° 1963), toxicologue à la KU Leuven
- Éric de Beukelaer (° 1963), prêtre et chanoine, ancien porte-parole des évêques de Belgique
- Pascal de Duve (1964-1993), écrivain et polyglotte francophone
- Tom Lenaerts (° 1968), présentateur télé
- Luc Apers (° 1969), magicien
- Tom Barman (° 1972), musicien, DJ et réalisateur
- Charlotte Leysen (° 1987),présentatrice sur Ketnet
- Charles Deckers (1924-1994), père blanc martyr à Tizi Ouzou, béatifié en 2018.

## Sources, notes et références
1. 1 2 3 4 5  (nl) « Onze-Lieve-Vrouwecollege | kleuterschool, lagere school en humaniora » (consulté le 19 avril 2020)
2. ↑  L'artiste Pierre Paul Rubens contribue à la décoration intérieure de l'église. Certaines de ses toiles les plus célèbres s'y trouvaient.
3. 1 2  « ODIS », sur www.odis.be (consulté le 19 avril 2020)
4. ↑  H. Van Goethem, Anvers et les jésuites, 1562-2002, H. Van Goethem (éd.), 2000